# Covini C6W
La Covini C6W est une automobile à 6 roues construite par le constructeur italien Covini.
Elle est dans la lignée des Panther 6 et Wolfrace Sonic.